# ナカモトギンスジミツオシジミ
ナカモトギンスジミツオシジミ（Catapaecilma nakamotoi）は、チョウ目（鱗翅目）アゲハチョウ上科シジミチョウ科に分類されるチョウの一種。フィリピン固有種。ギンスジミツオシジミ属はスリランカ、インド、中国南部、台湾、インドシナ半島、スンダランド、フィリピンなどに9種が知られ、フィリピンにはそのうち4種が分布している。

## 分布
ミンダナオ島のみに見られ、稀な種である。

## 形態
前翅長は約17-19mm。同じくミンダナオ島にのみ分布する稀種ヌイダギンスジミツオシジミ (C. nuydai) に似るが、オス、メスの裏面の地色が本種では黄橙褐色で明るい色彩だが、ヌイダギンスジミツオシジミでは暗赤褐色で一見して区別できる。

## 生態
山岳地域で見られるが、年間を通じての発生回数は定かでない。

種名の語源：外国産蝶収集家　中元和哉氏に因む。